# Richard Carr (hokej na travi)
Richard John Carr (Jha-Jha, Indija, 1911. — nije poznat nadnevak kad je umro) je bivši indijski hokejaš na travi. 
Osvojio je zlatno odličje na hokejaškom turniru na Olimpijskim igrama 1932. u Los Angelesu igrajući za Britansku Indiju. Odigrao je jedan susret. Igrao je na mjestu napadača i postigao je jedan pogodak.

## Vanjske poveznice
- Profil na Database Olympics